# Classe Anshan
Les destroyers de classe Anshan sont les premiers destroyers de la marine de l'Armée populaire de libération (PLAN). 
Il s'agit d'anciens destroyers de la classe Gnevny (Project 7) soviétiques achetés dans les années 1950. La marine chinoise a ensuite ajouté des missiles anti-navires HY-2 et retiré certains des tubes lance-torpilles, et ont été renommés sous le nom de Type 6607.

## Historique
Après 1949, le PLAN a négocié avec la Grande-Bretagne via Hong Kong pour acheter des navires et des bateaux d'occasion, mais il n'a pas pu le faire en raison de la guerre de Corée. En conséquence, le PLAN s'est tourné vers l'URSS pour acheter quatre destroyers usagés avec 17 tonnes d'or .
Les navires de classe Anshan  ont été retirés du service actif dans les années 1990, mais en ont maintenu trois comme navires d' entraînement qui sont devenus par la suite des navires musées.

## Les navires
| Pennant number | Nom              | Ancien nom                   | Mis en service | Statut                                                                          |
| -------------- | ---------------- | ---------------------------- | -------------- | ------------------------------------------------------------------------------- |
| 101            | Anshan (鞍山)    | ex-Rekordniy (Рекордный)     | 4 Octobre 1954 | Navire musée à Qingdao depuis avril 1992.                                       |
| 102            | Fushun (撫順)    | ex-Rezkiy (Резкий)           | 4 Octobre 1954 | Démantelé en 1989.                                                              |
| 103            | Changchun (长春) | ex-Reshitelniy (Решительный) | 28 Juin 1955   | Navire musée à Rushan depuis 1990.                                              |
| 104            | Taiyuan (太原)   | ex-Retiviy (Ретивый)         | 28 Juin 1955   | Navired'entrainement stationnaire à Dalian Naval Academy depuis Septembre 1991. |